# Снежный (Хабаровский край)
Сне́жный — посёлок в Комсомольском районе Хабаровского края. Административный центр Снежненского сельского поселения.

## География
Посёлок находится на правом берегу реки Гур.

## Население
| 1992 | 2002  | 2010  | 2011  | 2012  | 2021  |
| ---- | ----- | ----- | ----- | ----- | ----- |
| 2500 | ↘2071 | ↘1902 | ↗1917 | ↘1884 | ↘1578 |

## Улицы
| - ул. Берёзовая, - пер. Больничный, - ул. Вокзальная, - пер. Восточный, - ул. Гаражная, - ул. Грибная, - пер. Дальневосточный, - ул. Заветная, - ул. Зелёная, | - ул. Ключевая, - ул. Лесная, - ул. Луговая, - пер. Майский, - ул. Набережная, - ул. Новая, - пер. Огородный, - ул. Октябрьская, - ул. Пионерская, | - ул. Подлесная, - ул. Речная, - ул. Светлая, - пер. Северный, - ул. Снежная, - ул. Спортивная, - ул. Строительная, - ул. Торговая, - ул. Центральная. |